# Munkarps landskommun
Munkarps landskommun var en tidigare kommun i dåvarande Malmöhus län.

## Administrativ historik
Kommunen bildades i Munkarps socken i Frosta härad i Skåne när 1862 års kommunalförordningar trädde i kraft. 
Vid kommunreformen 1952 uppgick kommunen i Norra Frosta landskommun som uppgick 1969 i Höörs köping som 1971 ombildades till Höörs kommun.

## Politik

### Mandatfördelning i Munkarps landskommun 1946
| 6 | 9 |

| 14 |